# Mary Elizabeth Bennett Ritter
Mary Elizabeth Bennett Ritter (7 de junio de 1860-17 de marzo de 1949) fue una médica y defensora de los derechos de las mujeres y asuntos de salud pública en Berkeley, California. Fue conocida como pionera en una época en la que las mujeres eran excluidas de la formación y práctica médica. A pesar del acceso restringido, Ritter desarrolló una carrera exitosa en el sector privado. Defendió la posición de las mujeres en los estándares sanitarios y médicos, así como en la formación de enfermeras en hospitales y consultas. Ayudó a poner en marcha el Ambulatorio Pacífico para Mujeres y Niños, y clínicas gratuitas para mujeres y niños pobres. En 1933 publicó su autobiografía titulada Más que oro en California.

## Biografía
Ritter nació en Salinas, California. Fue hija de los granjeros William Bennett y Abigail Noble Bennett, quien no apoyó su objetivo de convertirse en médica. Antes de ingresar en la escuela médica Ritter obtuvo ingresos propios que ahorró para pagar los costes de su educación. En 1886 obtuvo su título en medicina de la Universidad de Medicina Cooper en San Francisco, hoy en día Escuela de Medicina de Stanford.
Permaneció en el área de la bahía y desarrolló una carrera exitosa durante 20 años. Trató a personas ricas y pobres y fue conocida por proporcionar servicios gratuitos a aquellas personas que lo necesitaban. Además de su práctica médica, Ritter era también una activista. En 1891 trabajó con mujeres estudiantes de la Universidad de California con financiación de Phoebe Hearst, la única mujer del consejo de regentes de la UC, para construir un gimnasio para mujeres estudiantes. También luchó para mejorar el alojamiento de las estudiantes. En 1935 Berkeley UC otorgó a Ritter un doctorado honorario por su trabajo como primera decana no oficial de las mujeres.
El 23 de junio de 1891 se casó con el zoólogo William Emerson Ritter. En 1909 Ritter se retiró de la práctica médica y se mudó a La Jolla, California, donde su marido consiguió un empleo. En La Jolla, Ritter continuó su activismo e impartió muchas conferencias sobre asuntos de salud pública así como cuidados de mujeres y niños.
Mary Bennett Ritter escribió una autobiografía llamada Más que oro en California, detallando su trabajo como médica, su trabajo defensora de las mujeres, y su rol como compañera de su marido en sus proyectos biológicos.
Ritter murió en Mountain View, California.

## Trabajos
- Más que oro en California. Berkeley: Professional Press, 1933.
- Estudiante y practicante en medicina. Recollections of Cooper Medical College(1883-1905), por Mary B. Ritter, George Blumer, Louis F. Alvarez, y Walter C. Alvarez. Palo Alto: Stanford Medical School, 1964.